# El medio día (programa de televisión)
El medio día es un programa de televisión de formato magacín, transmitido de lunes a viernes entre las 11:00 y las 13:00 horas.  Se estrenó por Televisión Nacional de Chile el 3 de marzo de 2025. Presentado por Daniel Fuenzalida.

## Formato
El programa se estructura como un magacín de mediodía, con una conducción carismática y cercana, orientada a generar conversación en torno a temas de interés general, historias ciudadanas, cultura popular y hechos del día. Incluye concursos en vivo, entrevistas, despachos en terreno, paneles temáticos y secciones fijas que van desde cocina hasta bienestar.
Uno de sus sellos distintivos es la participación activa de la audiencia, tanto en el estudio como a través de plataformas digitales y redes sociales, lo que permite una retroalimentación constante y una conexión directa con los televidentes.
El programa debutó el 3 de marzo de 2025.

## Equipo

### Actual
Panelistas
- Daniel Fuenzalida (2025–)[3]
- Paulina Nin de Cardona (2025–)[5]
- Carla Jara (2025–)
- Cristián Pérez (2025–)
- Pamela Leiva (2025–)
- John Reyes (2025–)
- Lucas Nervi (2025–)[6]

Reportero
- Nicolás Gutiérrez (2025–)

### Anterior
Panelistas
- Jorge Alís (2025)[2]
- Rosario Bravo (2025)[7]
- Disley Ramos (2025)